# Carnivore Sublime
Carnivore Sublime är det franska brutal death metal-bandet Benighteds sjunde studioalbum, utgivet i februari 2014 på Season of Mist. Albumet gavs även ut i digiboxutgåva med bonuslåtar i form av covers och liveversioner under namnet The Carnivore Deluxe.
Adrien Guérin var ny gitarrist i bandet. Han ersatte avhoppade Liem N'Guyen.
Musikvideor spelades in till "Experience Your Flesh" och "Spit". På den senare låten medverkar svenske Niklas Kvarforth (Shining).

## Låtlista
1. "X2Y" – 1:29
2. "Noise" – 3:08
3. "Experience Your Flesh" – 3:05
4. "Slaughter / Suicide" – 4:38
5. "Spit" – 3:25
6. "Defiled Purity" – 4:50
7. "Jekyll" – 2:06
8. "Collection of Dead Portraits" – 3:14
9. "Carnivore sublime" – 4:25
10. "Les morsures du Cerbère" – 3:53
11. "June and the Laconic Solstice" – 3:27

## The Carnivore Deluxe
1. "Meticulous Invagination" (Aborted-cover) – 3:02
2. "Du riechst so gut" (Rammstein-cover) – 4:04
3. "Old" (Machine Head-cover) – 3:52
4. "The Twins" (live) – 3:44
5. "Saw It All" (live) – 3:55
6. "Forsaken" (live) – 3:24
7. "Nemesis" (live) – 3:39
8. "Spit" (demo version) – 3:23
9. "Collection of Dead Portraits" (demo version) – 3:14

## Medverkande
Musiker
- Julien Truchan – sång
- Olivier Gabriel – gitarr
- Adrien Guérin – gitarr, bakgrundssång
- Eric Lombard – basgitarr, bakgrundssång
- Kevin Foley – trummor

Bidragande musiker
- The Collapsed and Naked Disfigured Yo-Grut – sång
- Niklas Kvarforth – sång
- Michael Kern – sång

Produktion
- Kristian Kohlmannslehner – producent, inspelningstekniker, mixning, mastering
- Kai Stahlenberg – inspelningstekniker
- Sven de Caluwé – albumkonst
- Xavier "Guzul" Bernard – omslagskonst, foto